# بيل فيسون
بيل فيسون هو محامي وسياسي أمريكي، ولد في 7 فبراير 1947 في رالي في الولايات المتحدة. نشط حزبياً في الحزب الديمقراطي. وقد انتخب عضو مجلس نواب كارولينا الشمالية ‏.